# Fruchtfolgefläche
Fruchtfolgeflächen (FFF) ist der in der Schweiz offiziell verwendete Begriff für landwirtschaftliche Flächen, die „ackerfähig“ sind, das heißt Ackerland, Kunstwiesen und ackerfähige Naturwiesen. Nicht dazu gehören also Flächen, die zwar Landwirtschaftsland sind, aber beispielsweise aus Felspartien bestehen.